# 長岡京市
長岡京市（ながおかきょうし）は、京都府の南西に位置する市。

## 概要

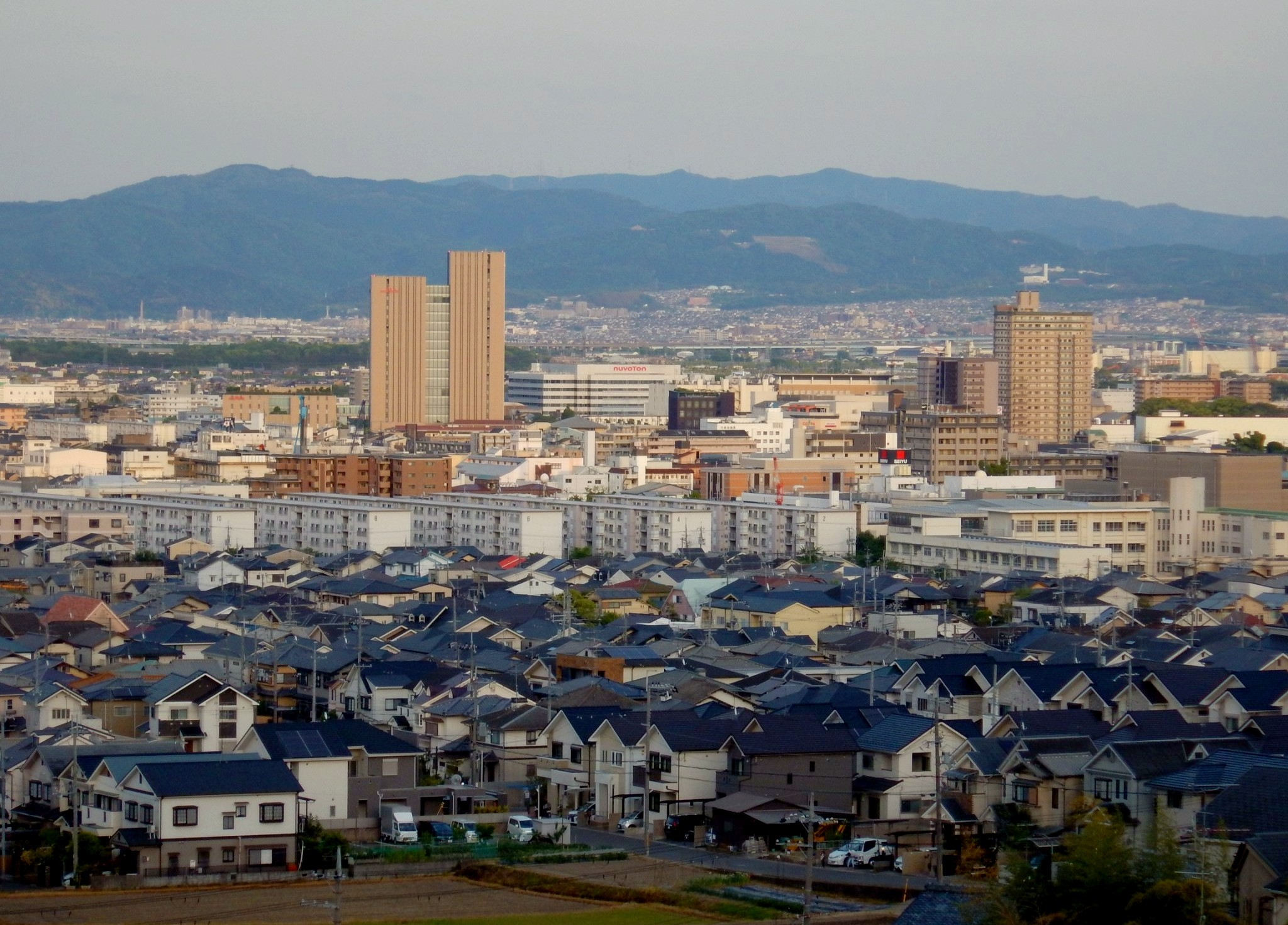
長岡京市街のスカイライン

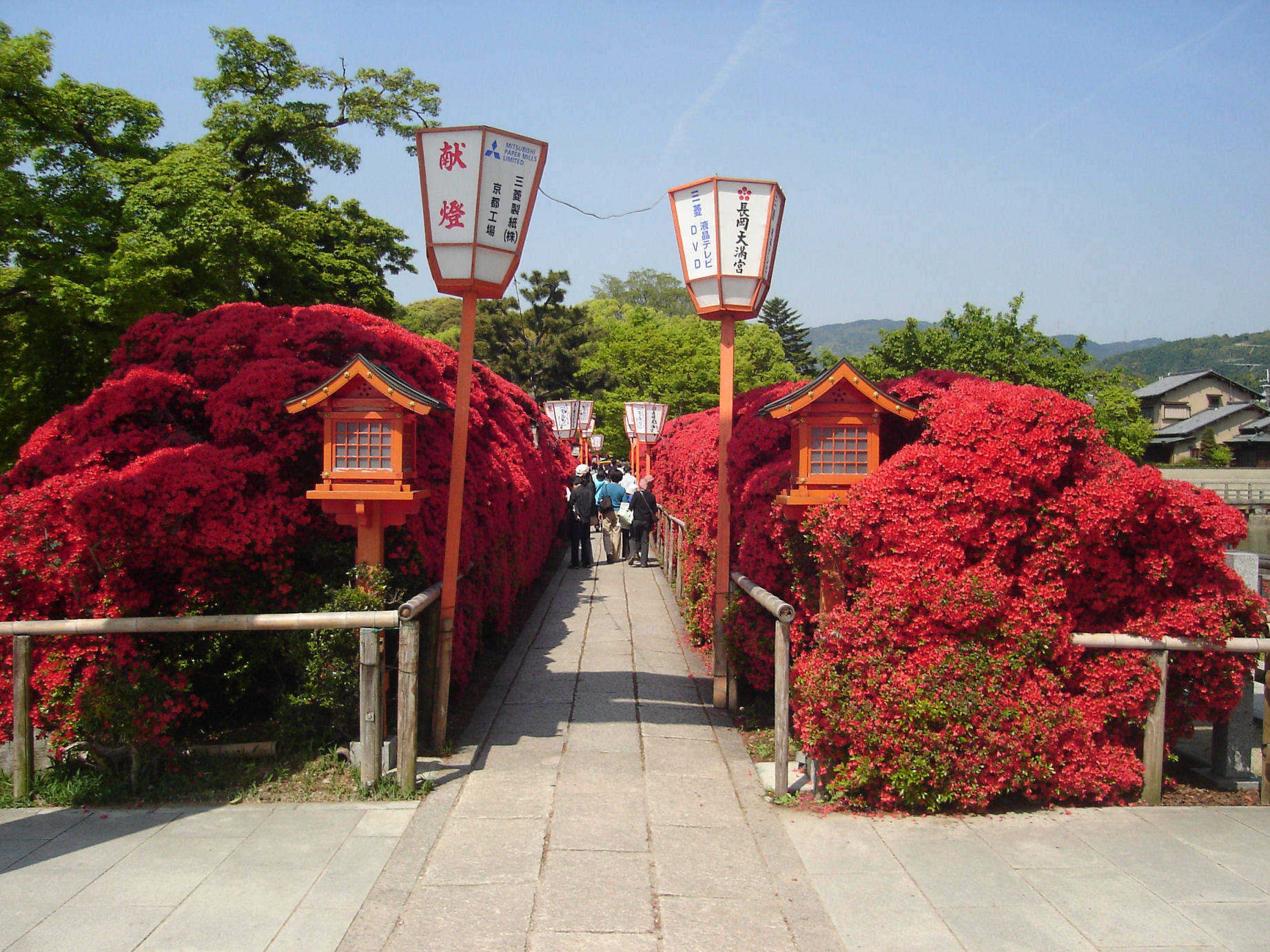
長岡天満宮の霧島つつじ

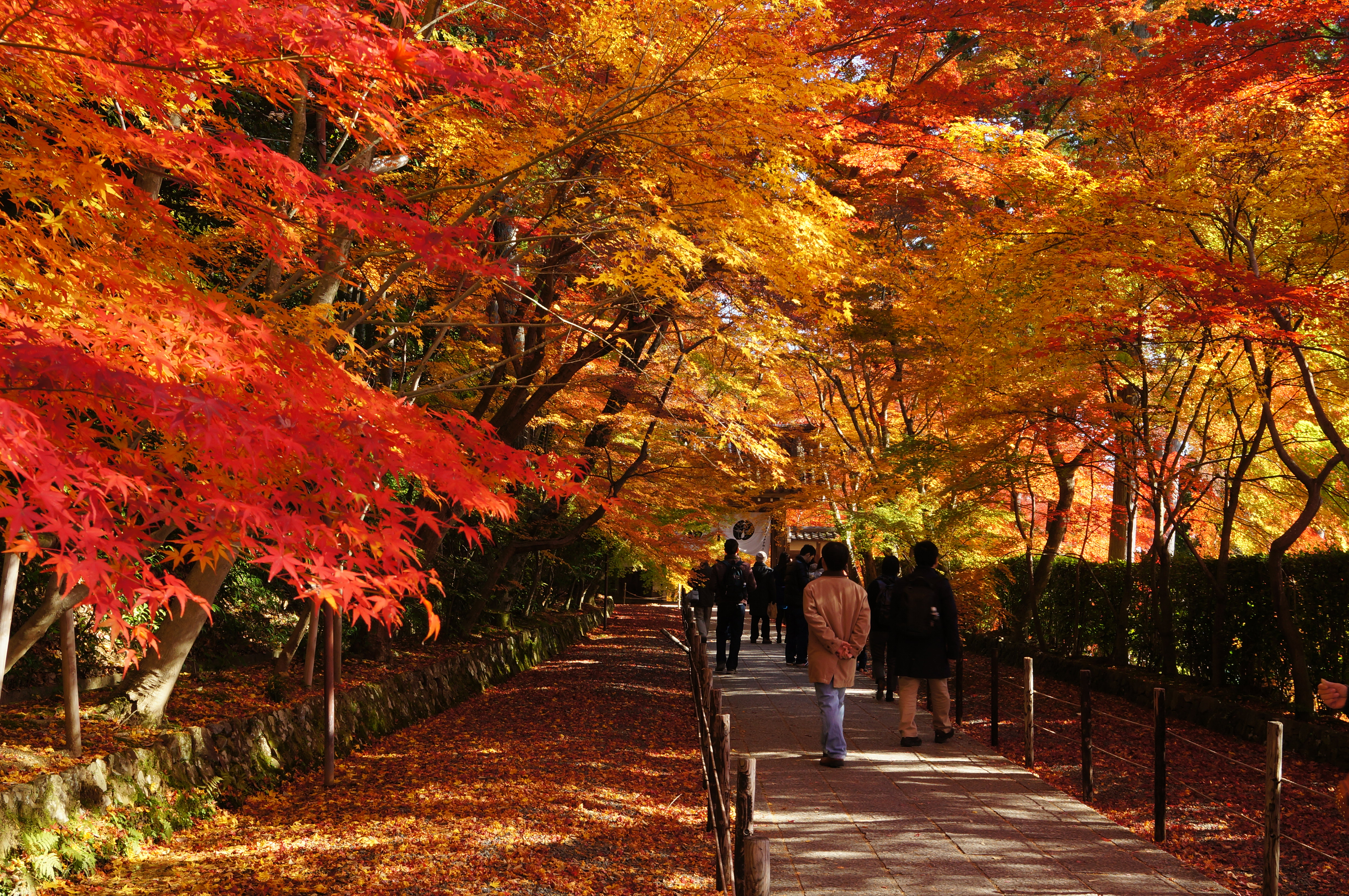
光明寺「もみじ参道」

市名は長岡京にちなみ、長岡京の南部と一部市域が重なる。隣接する京都市西京区、向日市、大山崎町（旧乙訓郡）とともに京都式軟化栽培法という伝統農法によって育てられた京たけのこの産地として著名。花菜（食用の菜の花）の産地でもある。市制施行前は乙訓郡に属し、市内に古寺乙訓寺がある。
大きく東部、中部、西部に分類できる。JR長岡京駅周辺の東部は村田製作所、三菱電機京都製作所、ヌヴォトンテクノロジージャパン（旧パナソニックセミコンダクターソリューションズ）、などのハイテク企業が進出しており、線路沿いには三菱ロジスネクスト（旧日本輸送機）がある。
また、西山山系の湧水を利用するサントリーが大山崎町との境目近くに京都ビール工場を設置、主に西日本地区向けの製品の生産を行っている。
阪急長岡天神駅の周辺の中部は、商業地、住宅地から構成されており、長岡京市の中心地となっている。大手スーパーなどもこの付近に偏っていたが、2000年代以降は、JR長岡京駅西口が再開発され、こちらにも商店の進出がなされている。
京都府道10号大山崎大枝線（丹波街道）以西の西部は、主に西山の丘陵地帯からなる自然あふれる地域であり、後述のような有名神社仏閣などが点在する。また一部地域は切り開かれ、住宅地として開発されている。
日本を代表する観光地である京都市が近いこともあり、注目されることは少ないが、ロケーションには恵まれている。特に竹林は美しく、平安時代の作品『竹取物語』のモデルは長岡京市もしくは八幡市のどちらかであると言われている。また長岡天満宮八条ヶ池のキリシマツツジ、乙訓寺の牡丹、楊谷寺のアジサイ、光明寺の紅葉も美しさも知られている。
平安時代には、古典『伊勢物語』の主人公とされている在原業平が晩年を過ごし、学問の神として知られる菅原道真が太宰府へ左遷される際、名残を惜しんだ地と言われている。また、清少納言作の随筆『枕草子』等の古典にも登場する等、深い歴史を持っている。
光明寺を始め、長岡天満宮やその境内にある料亭・錦水亭など、市内ではしばしばドラマや映画のロケが行われる。また、山村美紗の初期の作品の舞台にもなっている。
毎年11月第2日曜に行われる『長岡京ガラシャ祭』を筆頭に、春の観光まつりやたけのこフェスタ、あじさいウィーク、京都・西山 長岡京もみじめぐり、蛍鑑賞の夕べ、天神祭などが開かれている。なお蛍鑑賞会は例年蛍シーズンより早く開催されることが多い。

## 地理

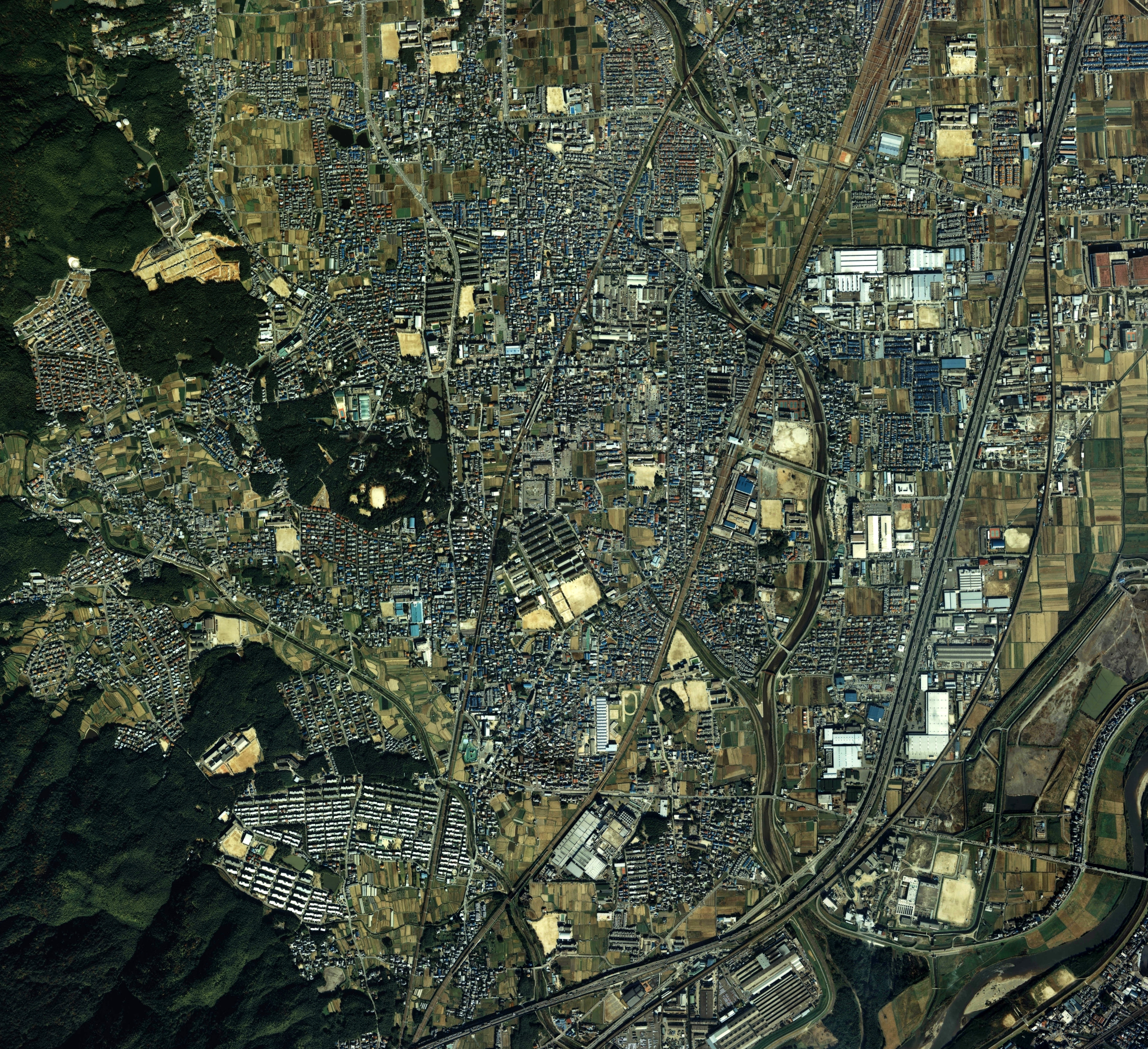
長岡京市中心部周辺の空中写真。1987年撮影の6枚を合成作成。。

京都府の南西部に位置する内陸都市で、市内を小畑川、小泉川などが流れる。地形は北西から南西にかけて低くなっており、標高の低い東部では桂川、小畑川の氾濫による被害が想定されている。
市内西部は西山地域の一部を成す山岳地帯であり、西京区、大阪府の島本町と面している。

### 地形

#### 山岳
山岳はないが、西部に西京区との境界をなす細長い丘陵地・西ノ岡丘陵（向日丘陵、長岡丘陵とも）があり竹林を形成している。
丘陵地
- 西ノ岡丘陵
  - 向日丘陵
  - 長岡丘陵

#### 河川
主な川
- 小畑川 - 市内東部を南北に流れる。
- 小泉川 - 西山地域から市内西部を流れる。
- 犬川 - 一部分が暗渠となっており、勝竜寺付近で小畑川へと注ぐ。

### 人口
平成22年国勢調査より前回調査からの人口増減をみると、1.93%増の79,850人であり、増減率は府下26市町村中4位、36行政区域中6位。
| |                                          |  |
| 長岡京市と全国の年齢別人口分布（2005年） | 長岡京市の年齢・男女別人口分布（2005年） |  |
| ■紫色 ― 長岡京市 ■緑色 ― 日本全国 | ■青色 ― 男性 ■赤色 ― 女性                |  |
| 長岡京市（に相当する地域）の人口の推移 \| 1970年（昭和45年） \| 51,414人 \| \| \| 1975年（昭和50年） \| 65,557人 \| \| \| 1980年（昭和55年） \| 71,445人 \| \| \| 1985年（昭和60年） \| 75,242人 \| \| \| 1990年（平成2年） \| 77,191人 \| \| \| 1995年（平成7年） \| 78,697人 \| \| \| 2000年（平成12年） \| 77,846人 \| \| \| 2005年（平成17年） \| 78,335人 \| \| \| 2010年（平成22年） \| 79,844人 \| \| \| 2015年（平成27年） \| 80,090人 \| \| \| 2020年（令和2年） \| 80,608人 \| \| |                                          |  |
| 総務省統計局 国勢調査より |                                          |  |
| 1970年（昭和45年） | 51,414人                                 |  |
| 1975年（昭和50年） | 65,557人                                 |  |
| 1980年（昭和55年） | 71,445人                                 |  |
| 1985年（昭和60年） | 75,242人                                 |  |
| 1990年（平成2年） | 77,191人                                 |  |
| 1995年（平成7年） | 78,697人                                 |  |
| 2000年（平成12年） | 77,846人                                 |  |
| 2005年（平成17年） | 78,335人                                 |  |
| 2010年（平成22年） | 79,844人                                 |  |
| 2015年（平成27年） | 80,090人                                 |  |
| 2020年（令和2年） | 80,608人                                 |  |

### 隣接自治体･行政区
京都府
- 京都市（伏見区、西京区）
- 向日市
- 乙訓郡：大山崎町

大阪府
- 三島郡：島本町

## 歴史

### 古代
- 518年 継体天皇により弟国宮遷都
- 乙訓寺創建
- 784年（延暦3年）桓武天皇により長岡京遷都
- 長岡天満宮創建

### 中世
- 海印寺寺領となる（現在は廃寺）。
- 細川家領地となる。
- 明智玉（後のガラシャ）が勝龍寺城に輿入れする。

### 近現代
- 1931年（昭和6年）8月1日 東海道本線神足駅（現長岡京駅）開業。
- 1949年（昭和24年）10月1日 新神足村、海印寺村、乙訓村の3村が合併して長岡町[注釈 1]となる。
- 1972年（昭和47年）10月1日 市制施行により長岡市となるが、即日改称[注釈 2] して長岡京市となる。

## 政治

### 行政

#### 市長
- 市長：中小路健吾（2015年1月18日就任[2]、3期目）

歴代市長
| 代   | 氏名       | 就任日        | 退任日        | 備考                                       |
| ---- | ---------- | ------------- | ------------- | ------------------------------------------ |
| 初代 | 八田敏夫   | 1972年10月1日 | 1979年1月17日 | 旧長岡町長。市制施行とともに初代市長就任。 |
| 2代  | 五十棲辰男 | 1979年1月18日 | 1991年1月17日 |                                            |
| 3代  | 今井民雄   | 1991年1月18日 | 2003年1月17日 |                                            |
| 4代  | 小田豊     | 2003年1月18日 | 2015年1月17日 |                                            |
| 5代  | 中小路健吾 | 2015年1月18日 | 現職          |                                            |

#### 庁舎

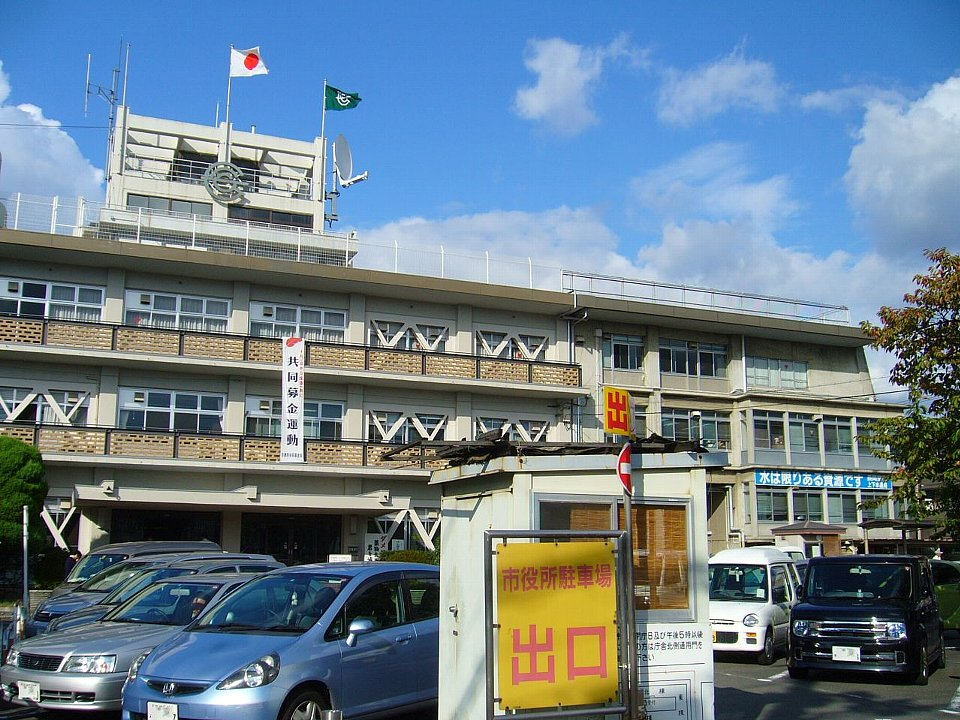
旧長岡京市役所（2006年10月撮影）

2021年（令和3年）から市役所庁舎の建て替えが進められており、2026年（令和8年）までに東棟、南棟、北棟、分庁舎は順に解体され、同時に1期庁舎は2023年（令和5年）2月、2期庁舎は2025年（令和7年）11月に供用を開始し、2026年12月に全体が完成する予定である。

### 議会

#### 市議会
長岡京市議会
- 定数：22人[6]

#### 府議会
- 選挙区：長岡京市及び乙訓郡選挙区
- 定数：2人
- 任期：2023年4月30日 - 2027年4月29日

| 氏名      | 会派名                     | 当選回数 | 備考 |
| --------- | -------------------------- | -------- | ---- |
| 能勢昌博  | 自由民主党京都府議会議員団 | 3        |      |
| 西條 利洋 | 日本維新の会               | 1        |      |

※2023年6月4日現在。

#### 国会
衆議院
- 選挙区：京都3区（京都市伏見区、長岡京市、向日市、乙訓郡）
- 任期：2021年10月31日 - 2025年10月30日
- 投票日：2021年10月31日
- 当日有権者数：353,915人
- 投票率：53.52％

| 当落 | 候補者名 | 年齢 | 所属党派     | 新旧別 | 得票数   | 重複 |
| ---- | -------- | ---- | ------------ | ------ | -------- | ---- |
| 当   | 泉健太   | 47   | 立憲民主党   | 前     | 89,259票 | ○    |
|      | 木村弥生 | 56   | 自由民主党   | 前     | 61,674票 | ○    |
|      | 井上博明 | 64   | 日本維新の会 | 新     | 34,288票 | ○    |

## 出先機関・施設

### 施設

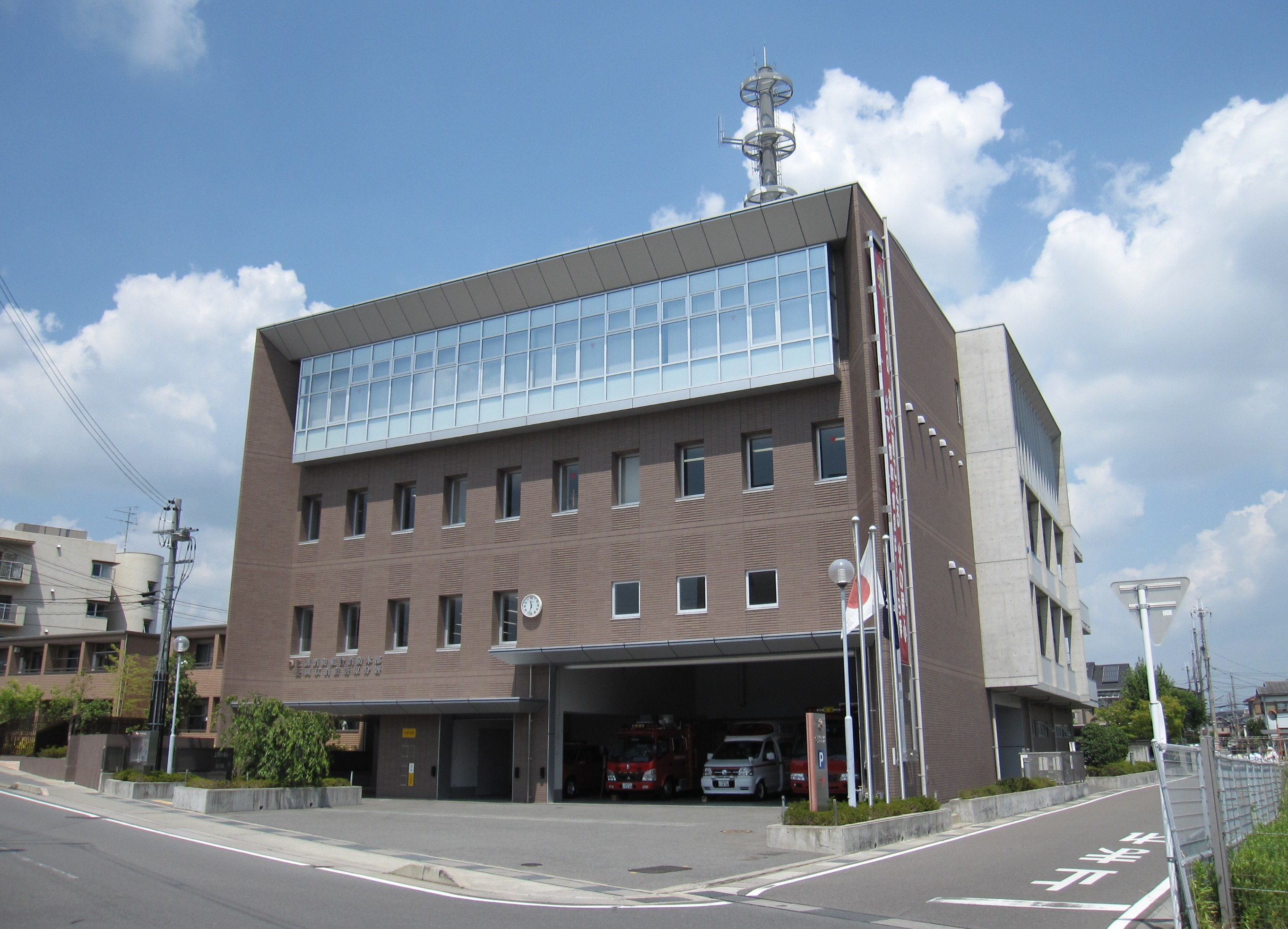
乙訓消防組合

#### 警察
- 向日町警察署(本署は向日市)
  - 長岡京交番（長岡京市開田）
  - 神足交番（長岡京市神足）
  - 今里交番（長岡京市今里庄ノ淵）
  - 海印寺交番（長岡京市梅が丘）
  - 西山天王山交番（長岡京市友岡四丁目22番11号）

### 消防
消防は乙訓消防組合が担当しており、消防団や地区ごとに自主防災会も組織されている。
本部
- 乙訓消防組合

消防署
- 長岡京消防署（長岡京市天神4-2-1）

分署
- 東分署（長岡京市神足芝本9）

### 医療・福祉
主な病院
- 済生会京都府病院
- 長岡京病院

### 郵便局
市内全域の郵便集配業務は、隣接する向日市にある向日町郵便局が担当している。
主な郵便局
- 長岡今里郵便局
- 長岡開田郵便局
- 長岡京海印寺郵便局
- 長岡京神足郵便局
- 長岡京柴の里郵便局
- 長岡京天神郵便局
- 長岡京花山郵便局
- 長岡京馬場郵便局

### 文化施設
主な図書館
- 京都府長岡京記念文化会館
- 長岡京市立図書館

## 対外関係

### 国内
姉妹都市
| 都市名     | 都道府県 | 地方名   | 提携年月日 |
| ---------- | -------- | -------- | --- |
| 伊豆の国市 | 静岡県   | 中部地方 | 1984年（昭和59年）11月 - 旧田方郡伊豆長岡町と姉妹都市提携締結 2006年（平成18年）11月11日 - 合併後改めて姉妹都市提携締結 |

#### 海外
姉妹都市
| 都市名         | 国名           | 地域名             | 提携年月日         |
| -------------- | -------------- | ------------------ | ------------------ |
| アーリントン市 | アメリカ合衆国 | マサチューセッツ州 | 1984年（昭和59年） |

友好都市
| 都市名 | 国名           | 地域名 | 提携年月日         |
| ------ | -------------- | ------ | ------------------ |
| 寧波市 | 中華人民共和国 | 浙江省 | 1983年（昭和58年） |

## 経済

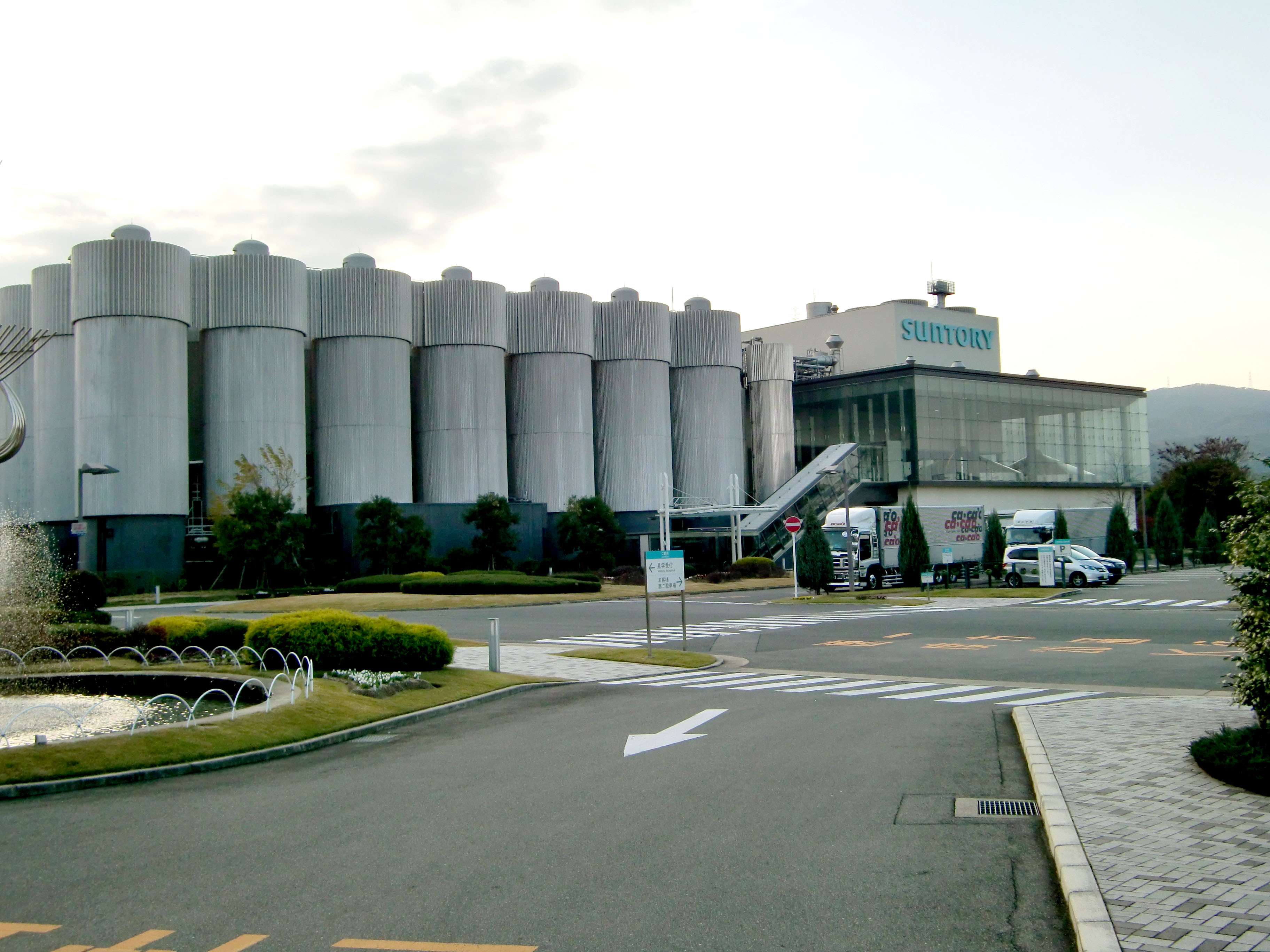
サントリー京都ビール工場

### 第二次産業

#### 工業
食品工業
- サントリー京都ビール工場

### 第三次産業

#### 商業
主な商業施設
- イズミヤ長岡店
- 西友長岡店
- バンビオ
  - フレンドマート長岡京店

### 本社を置く企業
- 小倉山荘
- カンケンテクノ
- 京都中央農業協同組合
- 工進
- 三菱ロジスネクスト
- みずは北川
- 村田製作所
- Unir

## 情報・生活

### マスメディア

#### 放送局
ラジオ
- FMおとくに

### ライフライン

#### 電力
- 関西電力

#### ガス
- 大阪ガス

#### 上下水道
- 京都府営水道
- 長岡京市上下水道部

#### 電信
- NTT西日本

## 教育

### 短期大学
私立
- 京都西山短期大学

### 高等学校
府立
- 京都府立乙訓高等学校
- 京都府立西乙訓高等学校

私立
- 立命館高等学校

### 中学校
市立
- 長岡京市立長岡中学校
- 長岡京市立長岡第二中学校
- 長岡京市立長岡第三中学校
- 長岡京市立長岡第四中学校

私立
- 立命館中学校

### 小学校
市立
- 長岡京市立神足小学校
- 長岡京市立長法寺小学校
- 長岡京市立長岡第三小学校
- 長岡京市立長岡第四小学校
- 長岡京市立長岡第五小学校
- 長岡京市立長岡第六小学校
- 長岡京市立長岡第七小学校
- 長岡京市立長岡第八小学校
- 長岡京市立長岡第九小学校
- 長岡京市立長岡第十小学校

### 特別支援学校
府立
- 京都府立向日が丘支援学校

### 幼児教育

#### 幼稚園
- 一里塚幼稚園
- あかね幼稚園
- むらさき幼稚園
- めぐみ幼稚園
- 長岡カトリック幼稚園

#### 保育所
公立
- 開田保育所
- 神足保育所
- 滝ノ町保育所
- 新田保育所
- 深田保育所

#### 民間保育園
- ゆりかご保育園
- きりしま保育園
- 友岡保育園
- 今里保育園
- きらら保育園
- 海印寺保育園

## 交通

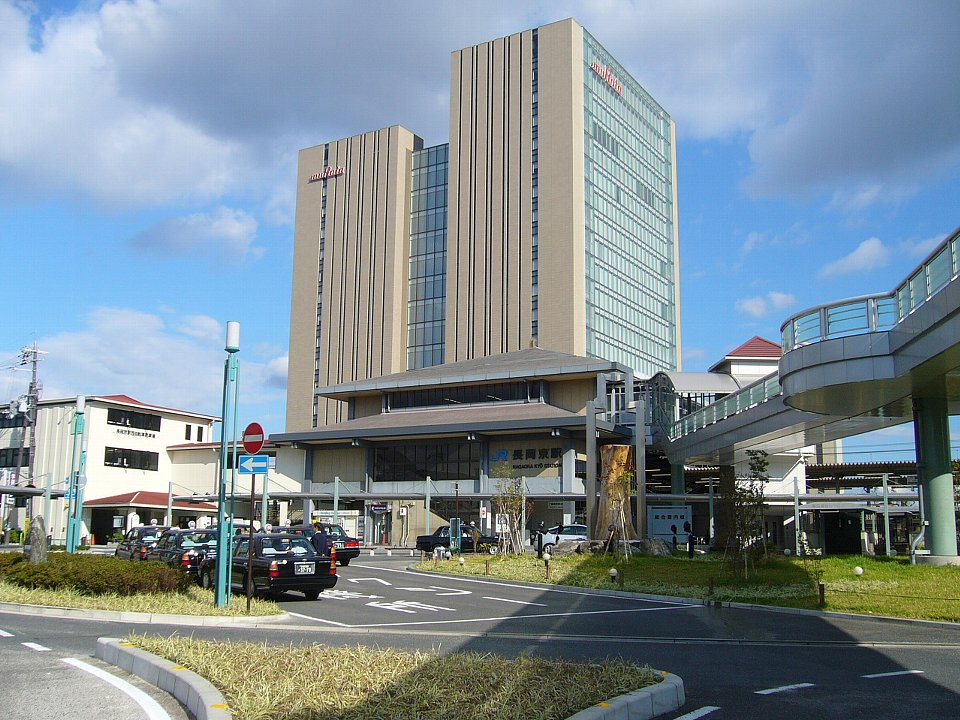
長岡京駅

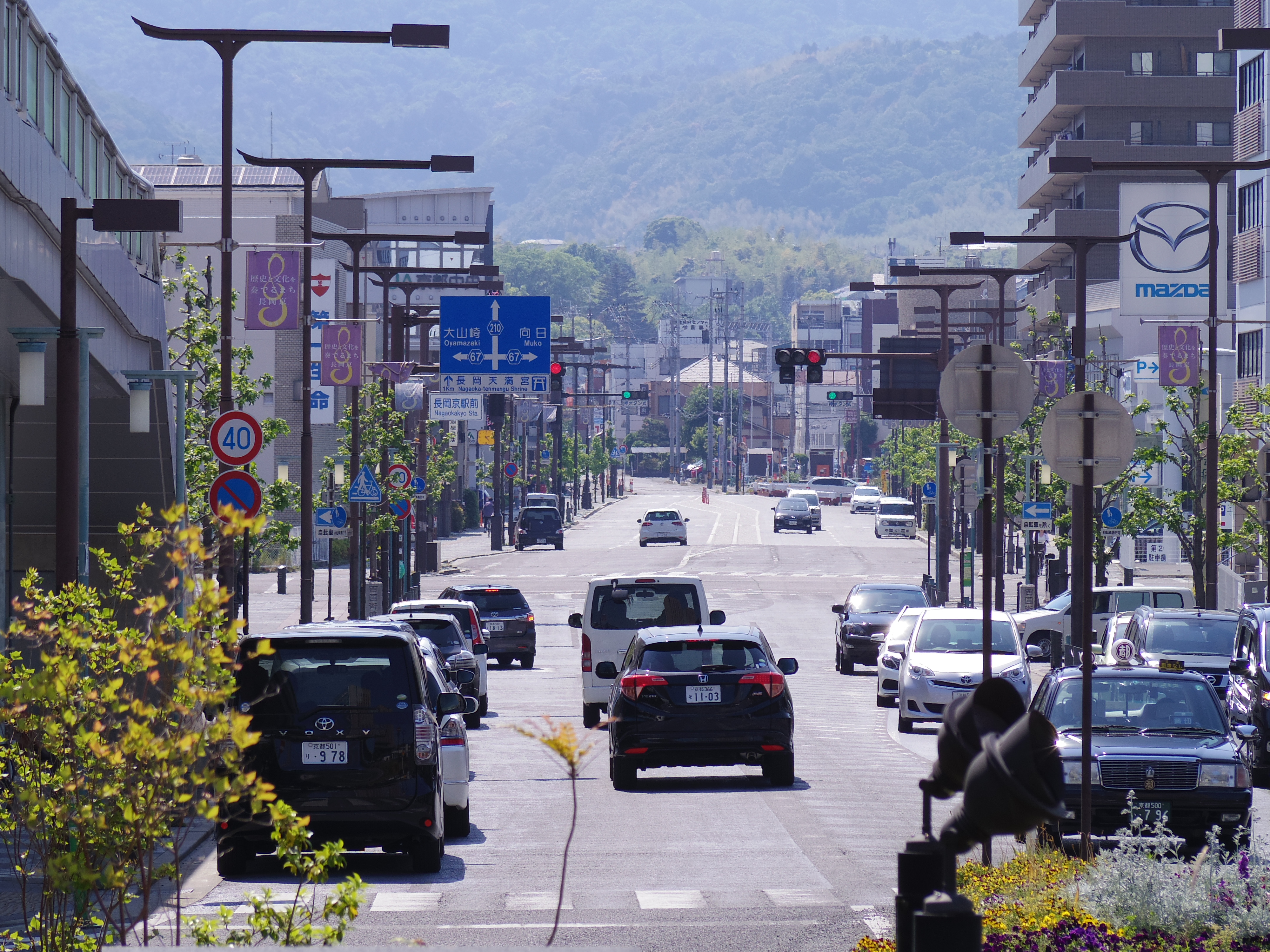
長岡京駅前天神通り

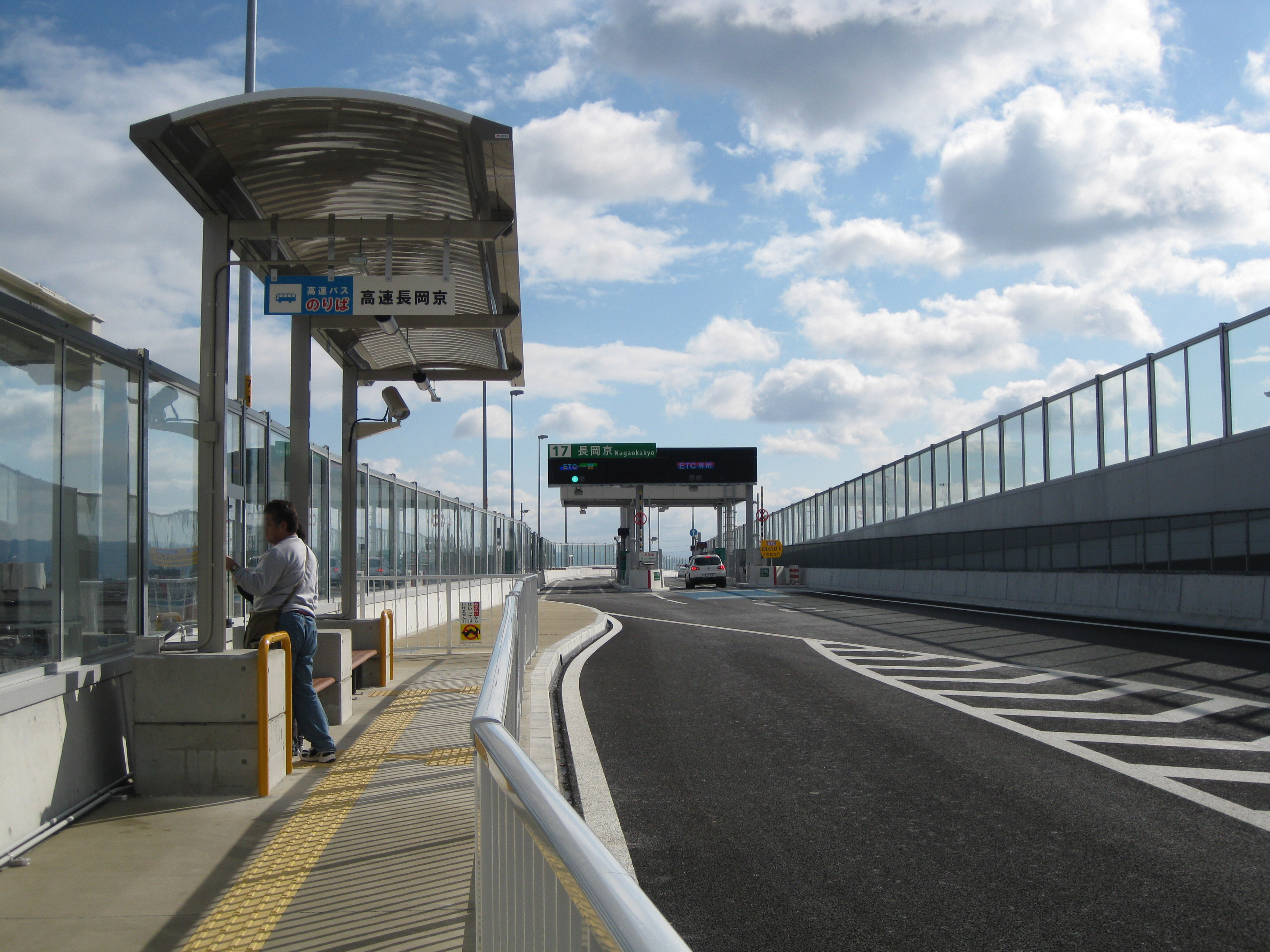
長岡京ICと長岡京BS

### 鉄道
西日本旅客鉄道（JR西日本）
- 東海道本線 （JR京都線）
  - 長岡京駅

阪急電鉄（阪急）
- 京都本線
  - 長岡天神駅 - 西山天王山駅

その他、東海道新幹線が京都駅 - 新大阪駅間で市東部を通過している。

### バス

#### 路線バス
- 阪急バス
市内各方面および近隣市町への便あり。阪急長岡天神駅前にスペースがないため、JR長岡京駅前をターミナルとしている。2022年6月1日より当市内では均一運賃230円（大人）としている[7]。
- 京都市バス
JR長岡京駅東口に近鉄・地下鉄竹田駅西口方面（南2、特南2系統）が発着。
- 長岡京はっぴぃバス
長岡京市が運営するコミュニティバス。北西コース、北東コース、西コースがある。運行は阪急バスに委託されている。
- 京都京阪バス
JR長岡京駅西口 - 阪急西山天王山駅 - 京阪淀駅 を結ぶ系統を阪急バスと共同運行。

### 道路

#### 高速道路
- E9 京都縦貫自動車道（京都第二外環状道路）
- 長岡京IC - 長岡京BS -

名神高速道路が通過しているものの、市内にインターチェンジはない。最寄のインターチェンジは大山崎IC（乙訓郡大山崎町）である。

#### 国道
- 国道171号 (通称「イナイチ」)
- 国道478号 (京都縦貫自動車道)

#### 府道
主要地方道
- 京都府道10号大山崎大枝線（丹波街道）
- 京都府道14号大阪高槻京都線 (国道171号重複)
- 京都府道67号西京高槻線（新西国街道）
- 京都府道79号伏見柳谷高槻線 (柳谷道・アゼリア通り・三菱通り)

一般府道
- 京都府道204号奥海印寺納所線
- 京都府道205号中山向日線
- 京都府道208号向日善峰線
- 京都府道209号長法寺向日線
- 京都府道210号開田長岡京停車場線
- 京都府道211号下植野長岡京線
- 京都府道213号長岡京停車場線
- 京都府道734号柳谷島本線

## 観光
2014年（平成26年）の長岡京市の観光入込客数は1,256,806人（対前年比101.4%）、観光消費額は546,520千円（日帰り＋宿泊  対前年比107.4%）である。
また、乙訓地域（向日市、長岡京市、大山崎町）の入込観光客数は1,963,318人（対前年比103.5%）、観光消費額は743,573 千円（日帰り＋宿泊  対前年比106.2%）で、乙訓地域では観光入込客数64.0%、観光消費額73.5%を占めており、乙訓地域では最も多い。京都府全体の入込観光客数83,748,416人に対しては長岡京市のそれは2.3%である。
京都府内観光地入込客数ランキング（京都市除く）20位内では、長岡天満宮の7位（前年も7位）のみであり、観光入込客数は 694,000人（対前年比103.1%）である。

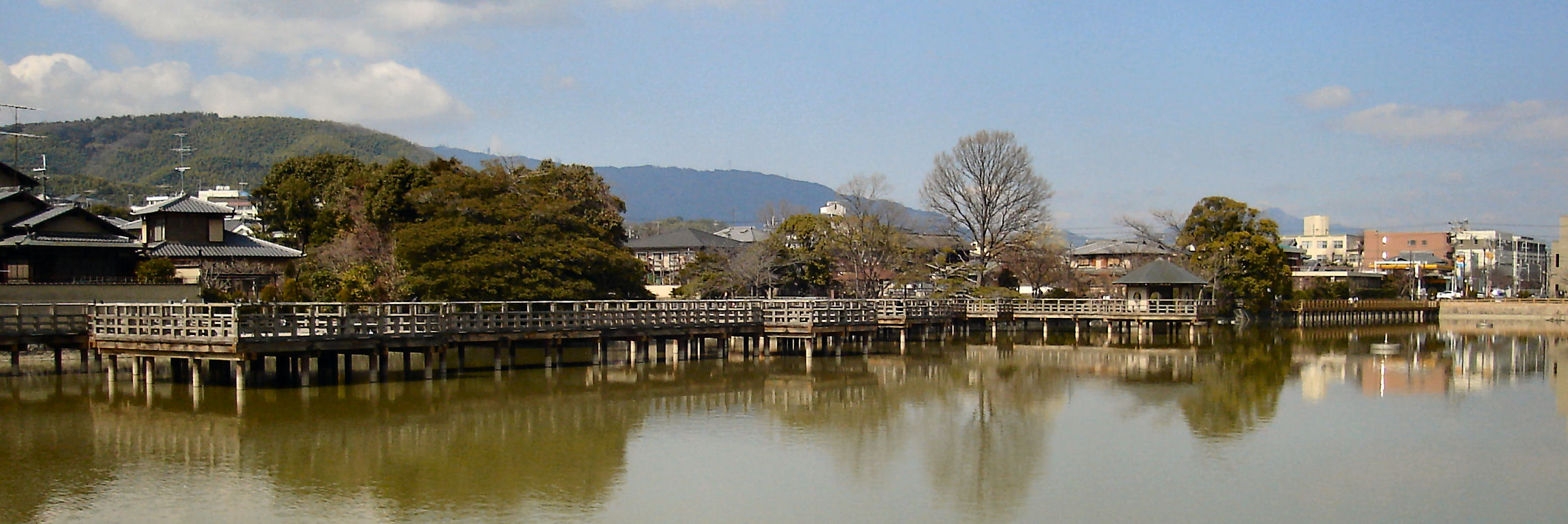
長岡天満宮の八条ヶ池と水上橋

また、長岡京市ふるさとガイドの会が存在する。

### 名所・旧跡

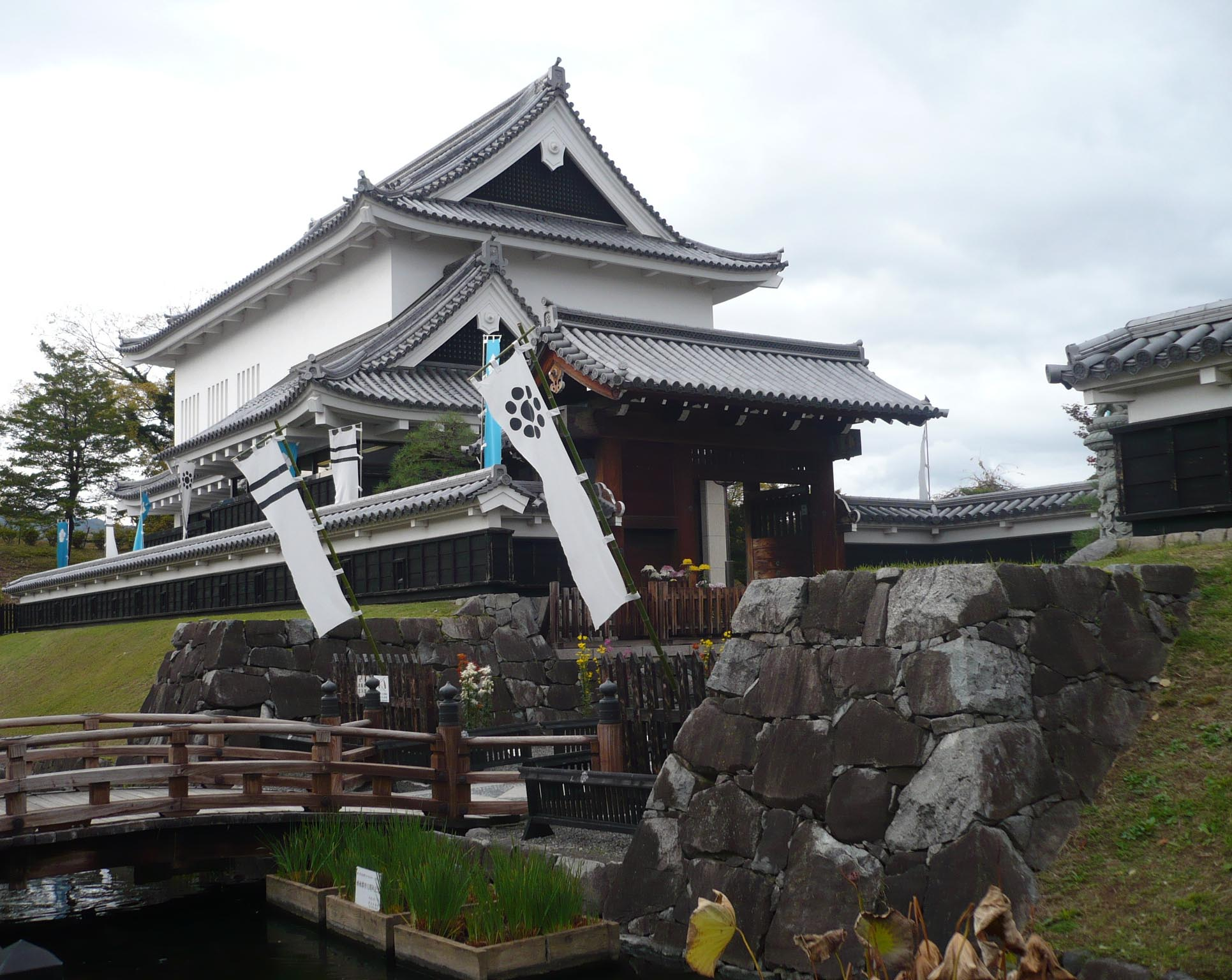
勝竜寺城

主な城郭
- 勝龍寺城（勝竜寺城公園）

主な寺院
- 乙訓寺　-　牡丹
- 光明寺　-　モミジ
- 楊谷寺（柳谷観音） - あじさい・モミジ
- 勝龍寺
- 長法寺
- 寂照院（海印寺）

主な神社
- 神足神社
- 角宮神社
- 長岡天満宮　-　梅・キリシマツツジ・モミジ
- 走田神社

主な史跡
- 恵解山古墳
- 土御門天皇陵

### 観光スポット
- 京都府立洛西浄化センター公園（アクアパルコ洛西）
- 西山公園
- 西代里山公園
- 長岡京市立中山修一記念館
- 神足ふれあい町家（国登録有形文化財石田家住宅）

## 文化・名物

### 祭事・催事

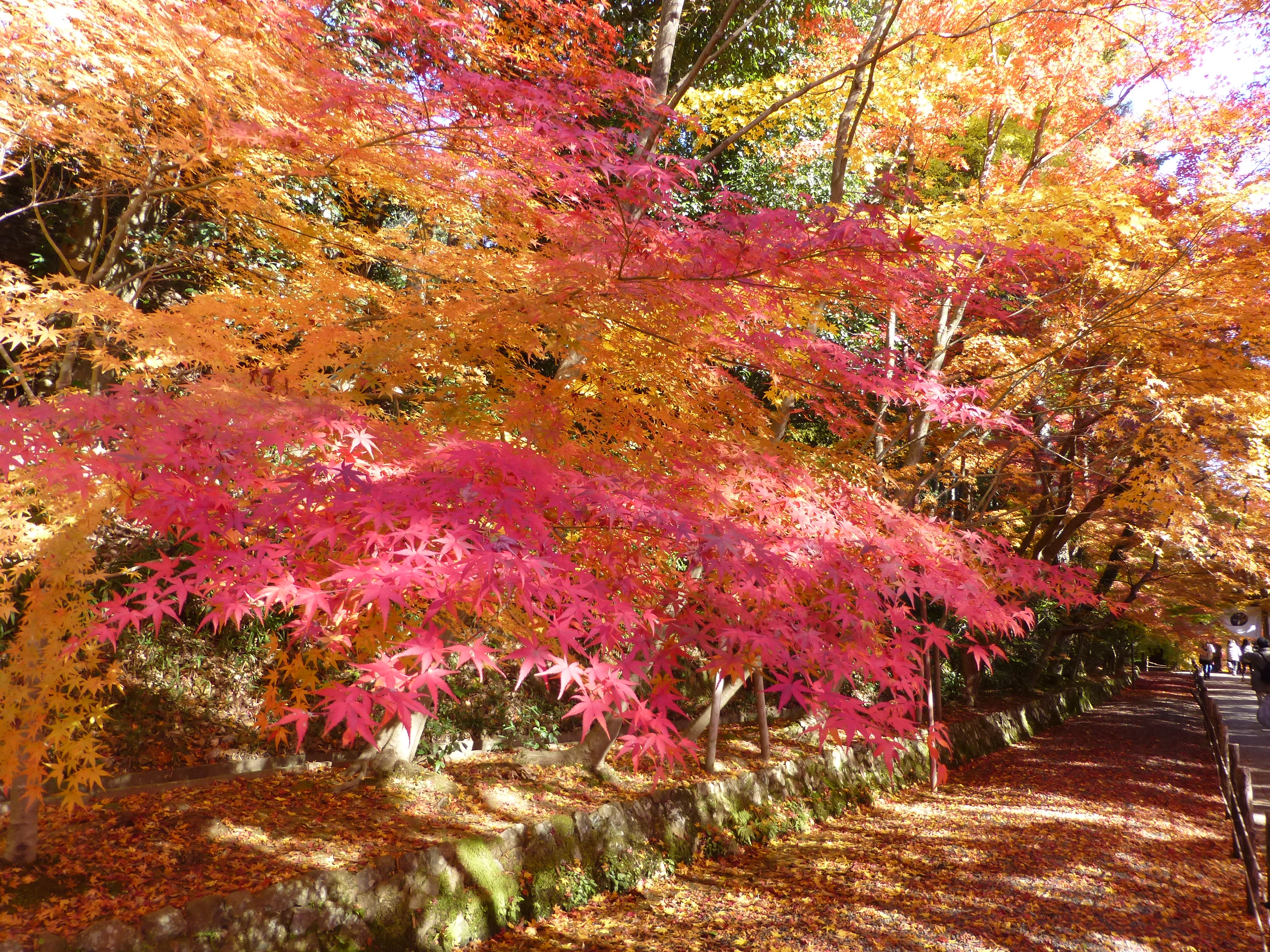
長岡京もみじめぐり　光明寺の山門

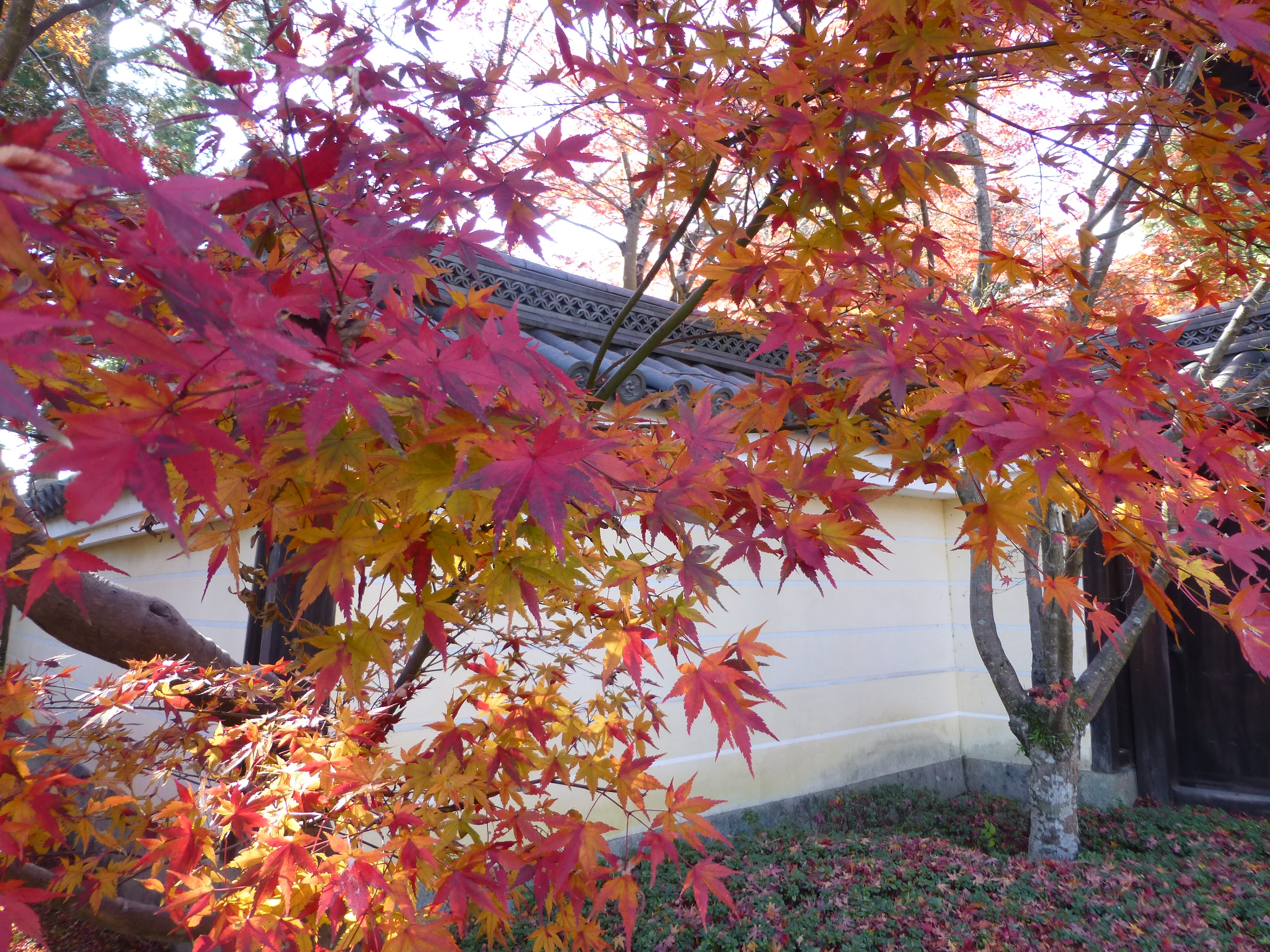
長岡京もみじめぐり　紅葉の光明寺

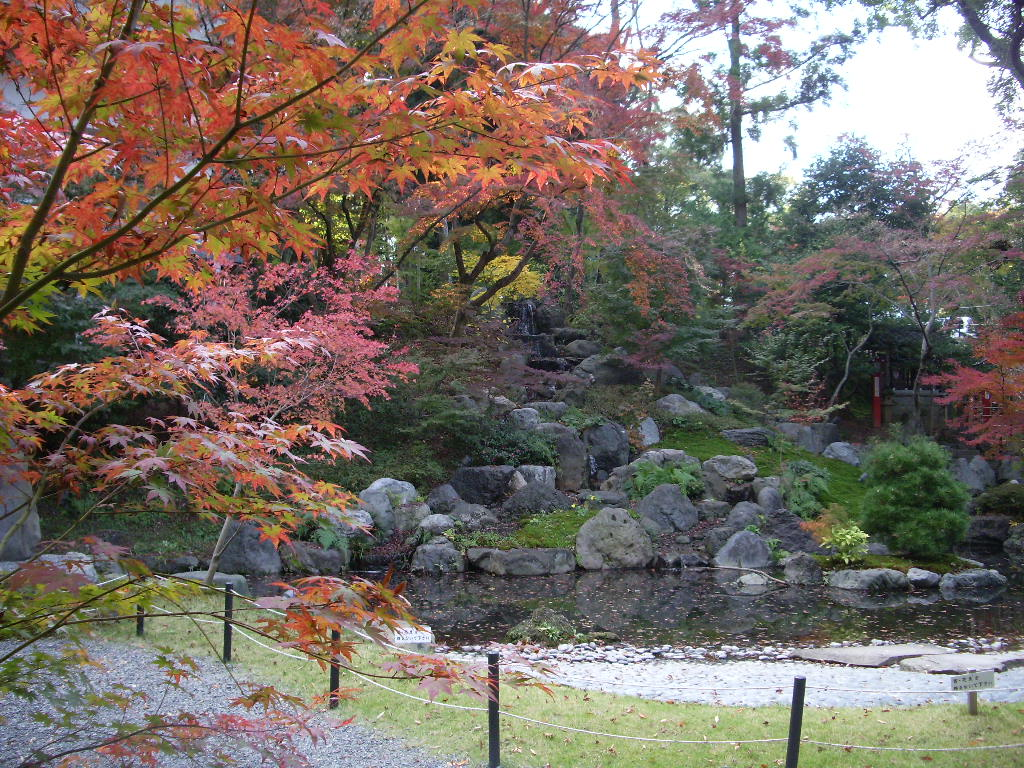
長岡天満宮紅葉

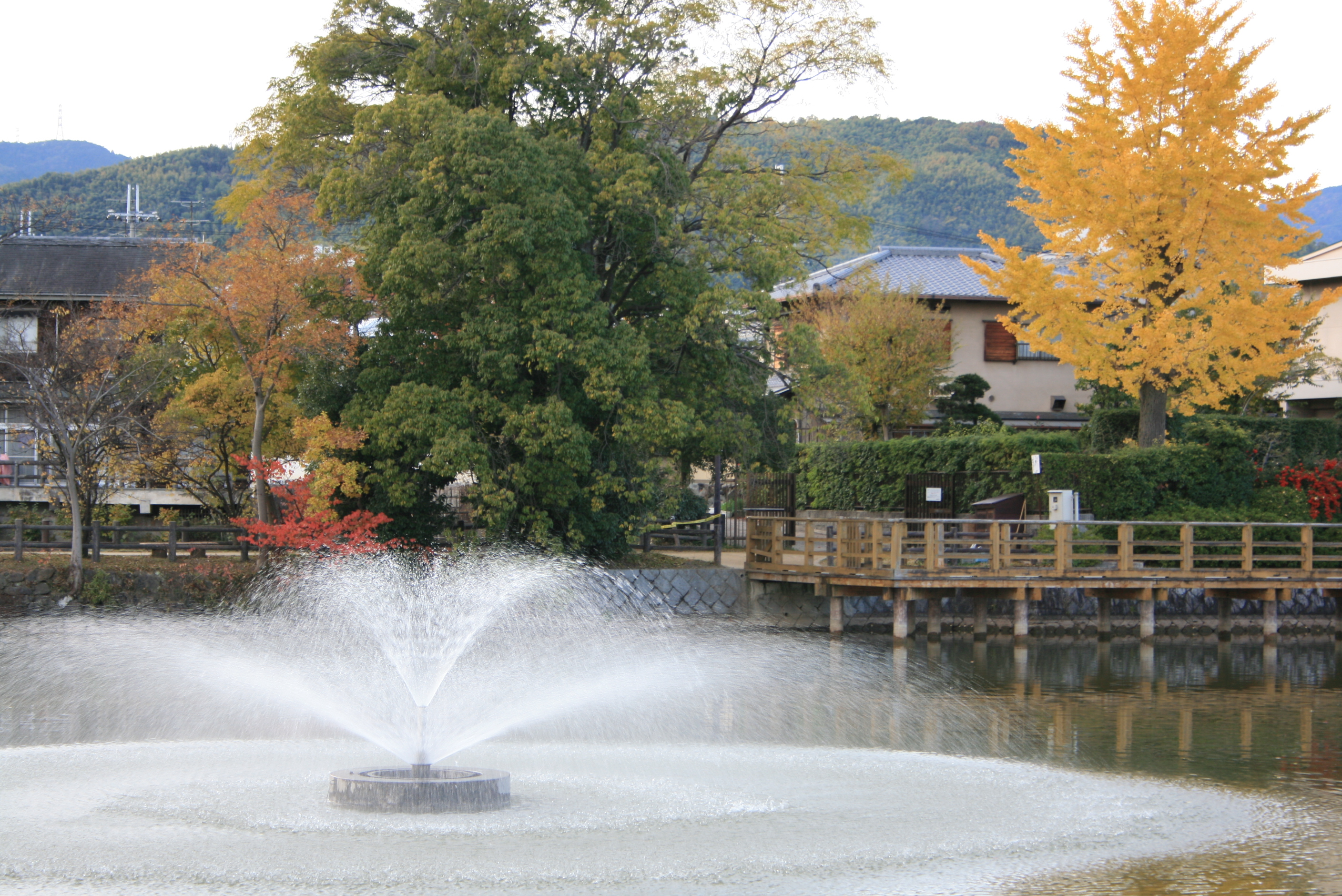
長岡天満宮八条池

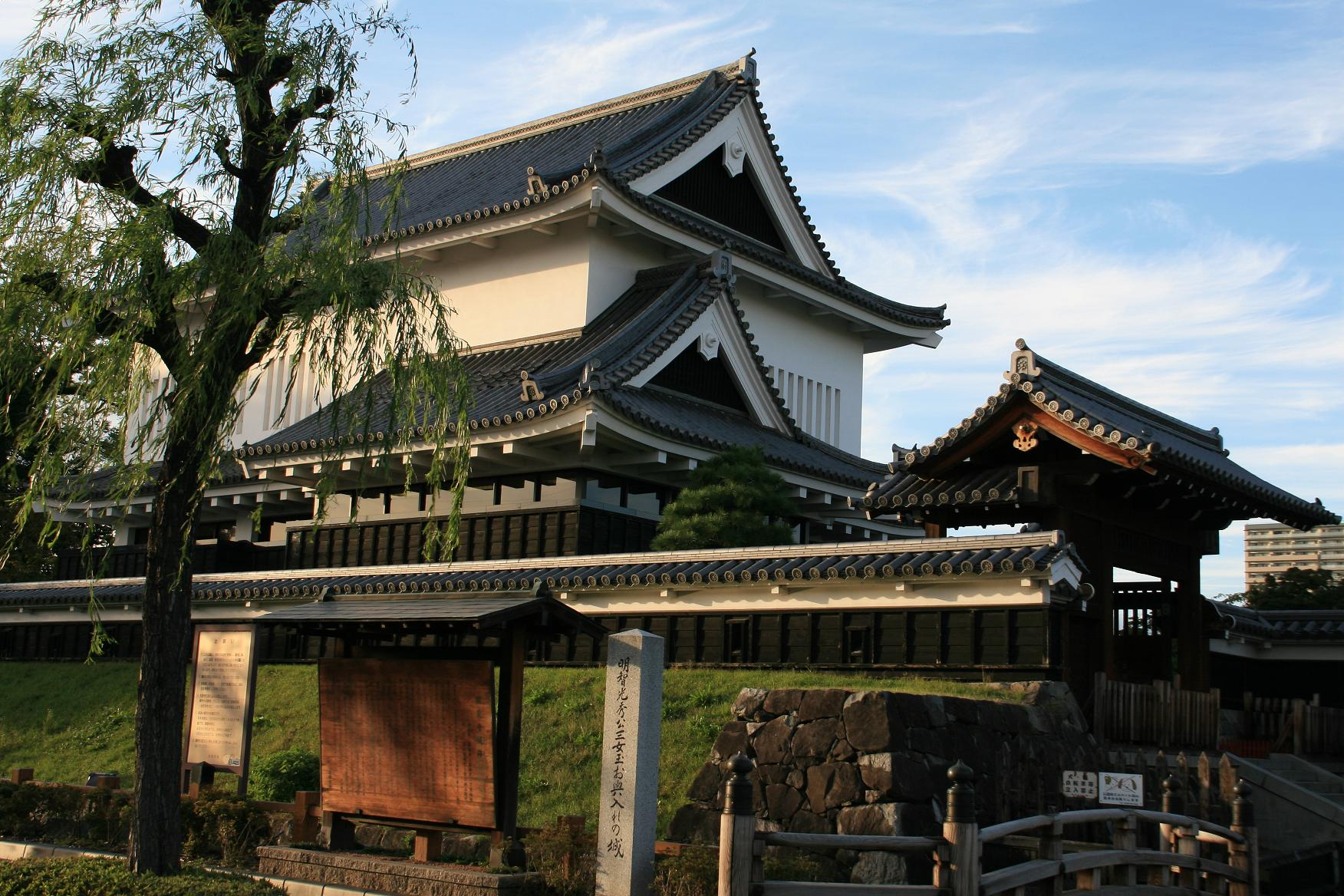
勝竜寺城公園

1月
- 弓講

2月
- 節分祭
- 大護摩焚き

3月
- 梅花祭

4月
- 桜まつり
- 長岡京春の観光まつり

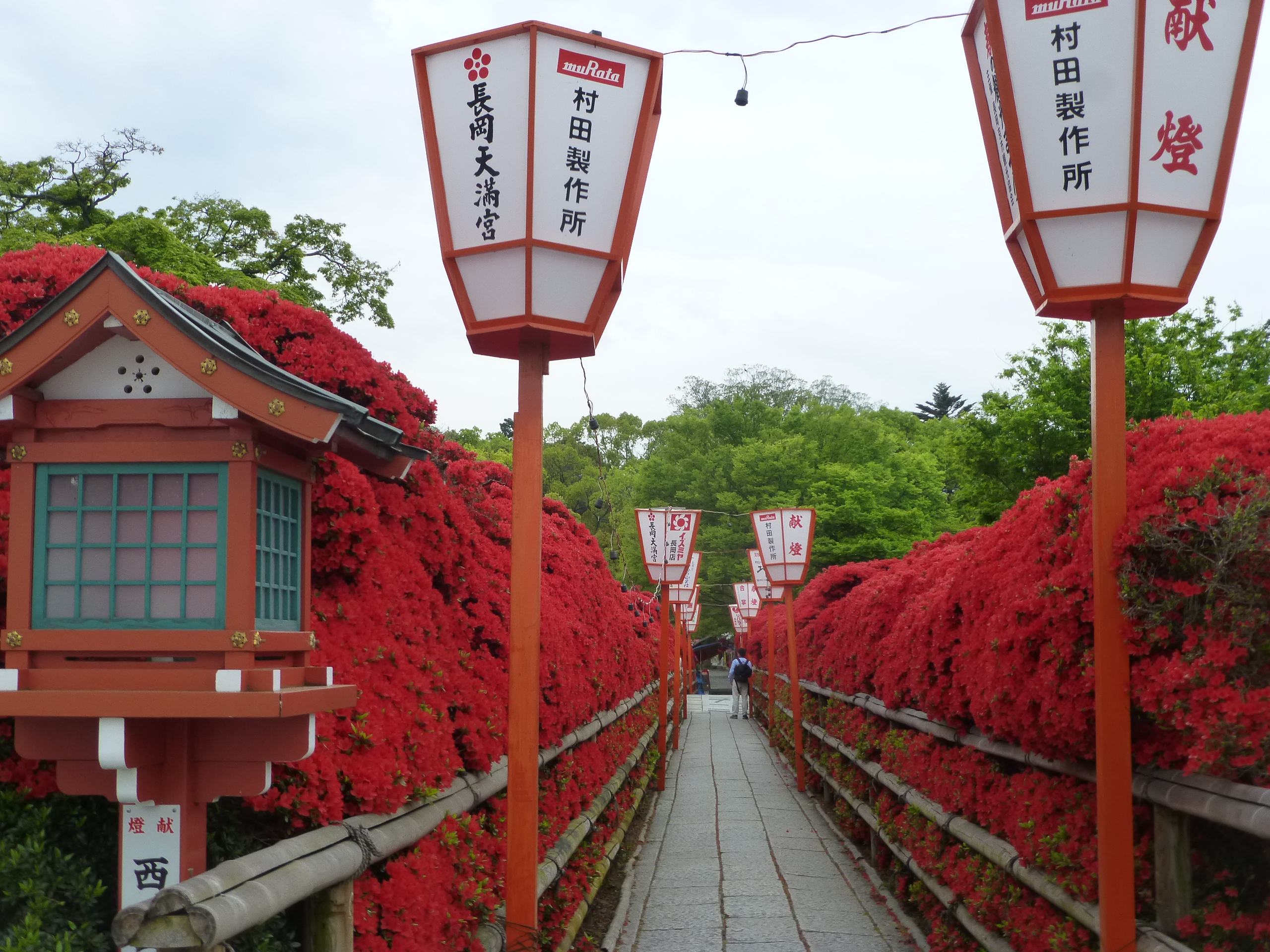
長岡京市春の観光まつり　キリシマつつじのトンネル
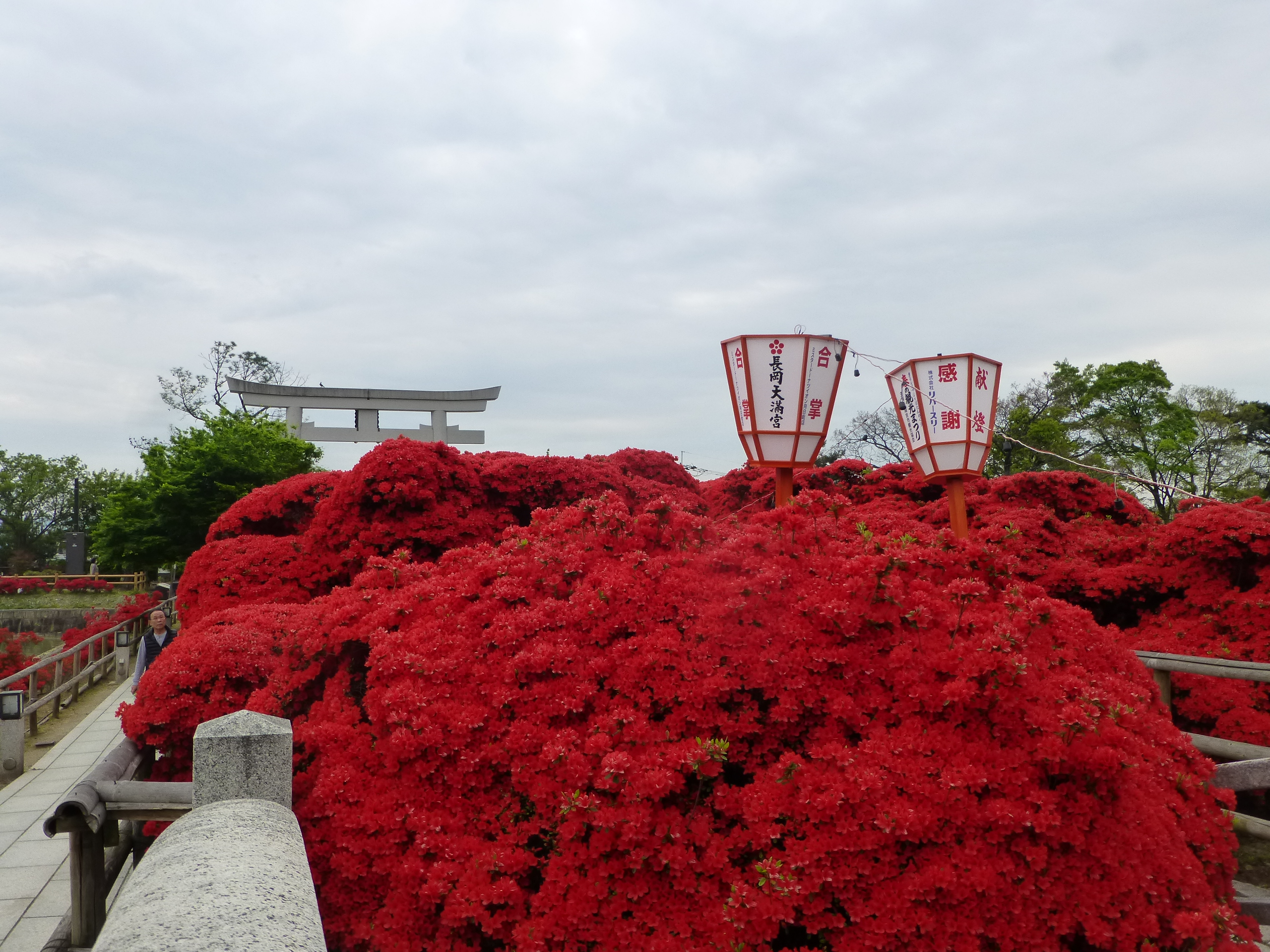
長岡京市春の観光まつり　長岡天満宮きりしまつつじ
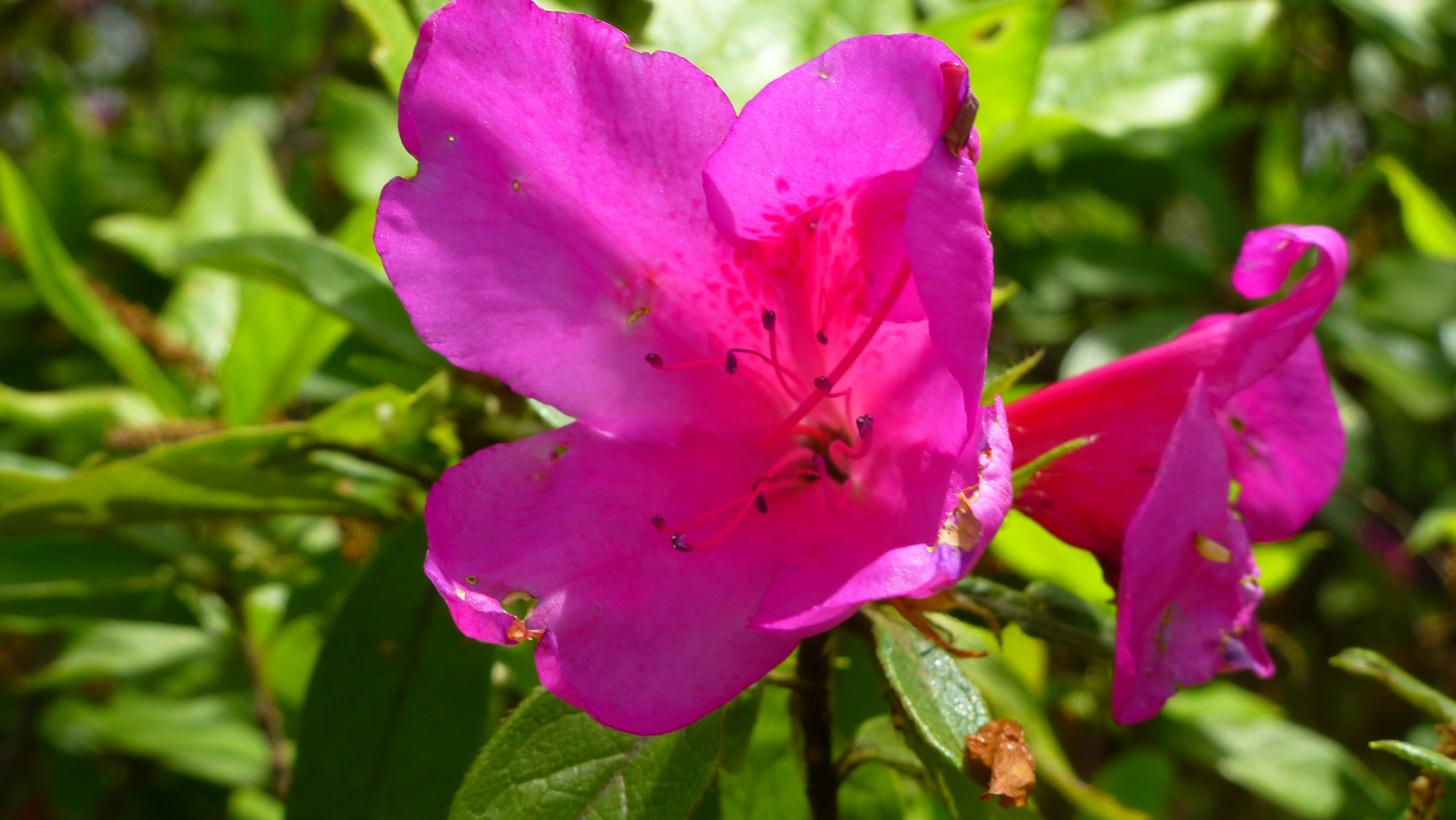
長岡京市春の観光まつり　長岡天満宮きりしまつつじ
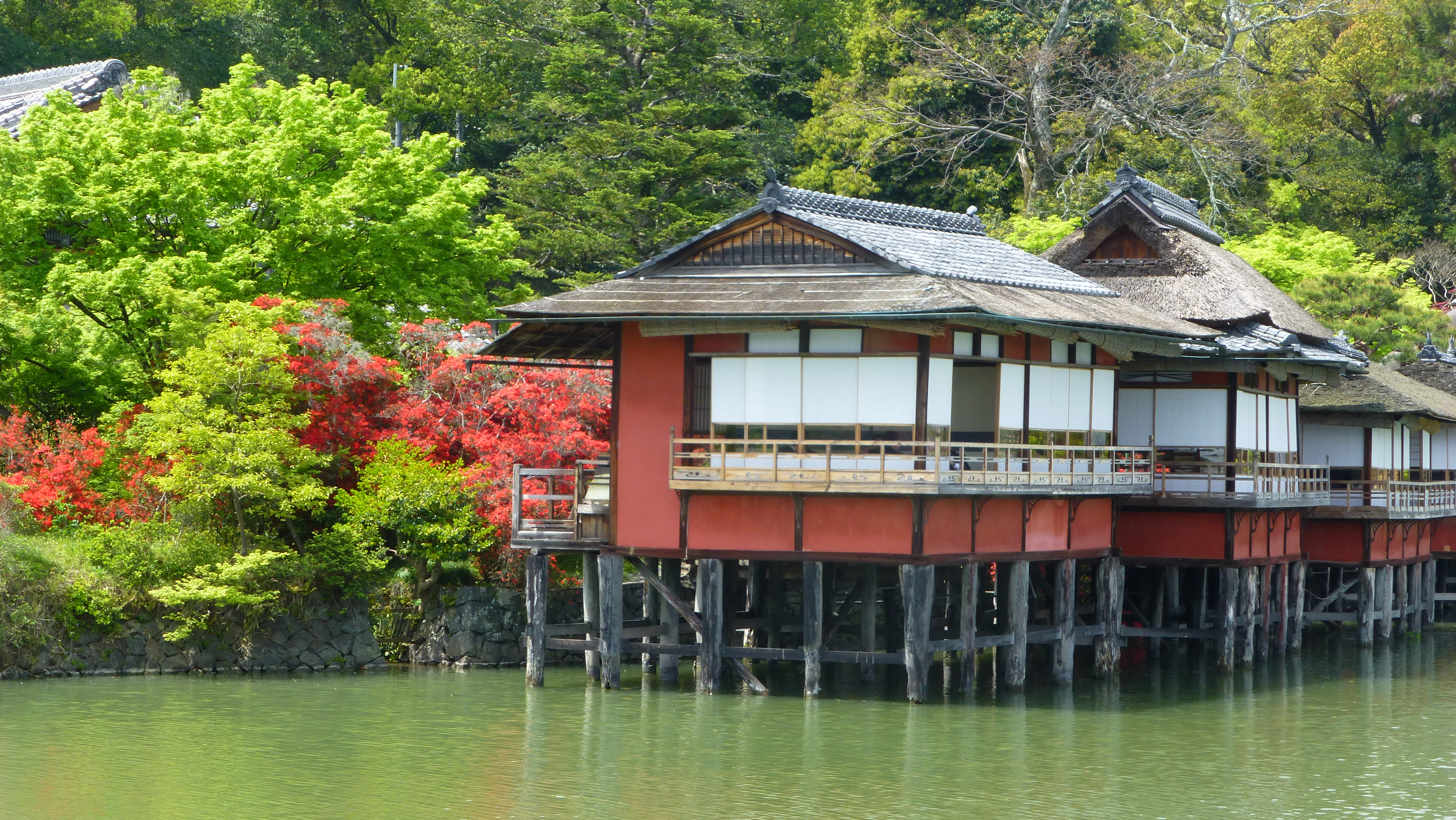
長岡京市春の観光まつり　長岡天満宮錦水亭ときりしまつつじ

- たけのこフェスタ
- たけのこ掘り体験

5月
- さつき展

6月
- ホタル観賞の夕べ
- 長岡京あじさいウィーク

8月
- 八条ヶ池夏灯籠
- 長岡天満宮夏まつり

9月
- 名月の宴
- 名月祭

10月
- いもほり
- 竹あそび[11][12]
- コスモスまつり[13]
- 市民菊花展

11月
- 長岡京ガラシャ祭 [14]
- 京都・西山 長岡京もみじめぐり

12月
- イルミネーション
- 観光写真コンテスト・子供写生大会

出典は長岡京市のイベントの歳時記 と、長岡京市観光協会のイベント一覧

## 出身関連著名人

### 政治
- 小原明大（長岡京市議会議員）

### 学者
- 杉本大一郎（天文学者、宇宙物理学者）

### スポーツ選手
- 家長昭博（サッカー選手・元日本代表・川崎フロンターレ）
- 石田英之（サッカー選手）
- 宇佐美貴史（サッカー選手・元日本代表・ガンバ大阪）
- 海堀あゆみ（サッカー選手・元なでしこジャパン）
- 下小鶴綾（サッカー選手）
- 高橋美帆（競泳選手）
- 鳥居千穂（バレーボール選手）
- 二村莞司（ラグビー選手）
- 森田茂希（ラグビー選手）
- 山西利和（競歩選手）
- 渡邉将基（サッカー選手）
- 松田颯（スキーモーグル選手）[17]

### 芸術・文化
- 小川治兵衛（作庭家）
- 田中進（吹奏楽指導者）
- 種ともこ（ミュージシャン）
- 安部敏樹（社会起業家）

### 芸能
- 有馬自由（俳優）
- 宇佐美蘭（タレント）
- 田井中茉莉亜（元グラビアアイドル）
- 山下健二郎（ダンサー・俳優）
- 山中すみか（元アイドル）
- ラッシャーみよし（AV監督）
- 渡辺祐子（元女優）

## 作品
長岡京市を舞台･ロケ地とした作品

### 映画
- 羅生門（1950年公開 黒澤明監督）
- 社葬（1989年公開 舛田利雄監督 緒形拳、十朱幸代）ー西山公園体育館
- 御法度（1999年公開 大島渚監督）
- 壬生義士伝（2003年公開 中井貴一主演）ー光明寺
- 魔界転生（2003年公開 佐藤浩市、窪塚洋介 他）
- 闘茶〜Tea Fight〜（2008年公開 戸田恵梨香 他）
- 信長協奏曲（2016年公開 小栗旬、柴咲コウ）ー光明寺
- 日本のいちばん長い日（2015年公開 原田眞人監督 役所広司、本木雅弘）ー柳谷観音楊谷寺
- 駆込み女と駆出し男（2015年公開 原田眞人監督 大泉洋、戸田恵梨香）ー柳谷観音楊谷寺

### テレビドラマ
- 京極夏彦「怪」隠神だぬき（2000年 テレビドラマ）
- 新選組!（2004年 NHK大河ドラマ）
- 戦国自衛隊・関ヶ原の戦い（2006年 テレビドラマ）

### 時代劇
- 水戸黄門
- 必殺仕事人シリーズ
- 鬼平犯科帳
- 暴れん坊将軍
- 銭形平次[要出典]
- 剣客商売

その他、時代劇や京都を舞台にした映画、テレビドラマ等多数